# Omstændigheder 1969-70
|  | Denne artikel er oprettet af botten Steenthbot ud fra en ekstern database. Den kan derfor have sproglige fejl eller mangler. Denne skabelon kan fjernes efter kontrol af indholdet. |

Omstændigheder 1969-70 er en dansk eksperimentalfilm fra 1970 instrueret af Kirsten Justesen.

## Medvirkende
- Kirsten Justesen
- Else Johansen
- Jo Leunbach